# Chad Basin Nemzeti Park
A Chad Basin Nemzeti Park Nigéria északkeleti részén, a Csád-medencében található nemzeti park, teljes területe körülbelül 2258 km2. A park három részre tagolódik. A Chingurmi-Duguma rész Borno államban található, a szudáni szavanna ökológiai övezetben. A Bade-Nguru Wetlands és Bulatura részek Yobe államban találhatók, a Száhel ökológiai övezetben.

## Történelem
A Chad Basin Nemzeti Park a 9. századtól a 19. század végéig létező egykori Kanem–Bornu Birodalom területén fekszik, amely ma is a Borno és Yobo államok része. 1991-ben hozták létre. A 10. század előtt létrejött birodalom az egyik legjobban szervezett afrikai birodalom volt, hasonlóan a mali és a songhai birodalomhoz. Az akkori Borno Birodalom a Csád-tó hagyományos medencéjében fejlődött ki, ahol ma a Csád-medence Nemzeti Park található.